# NFC West
Pour les articles homonymes, voir AFC.
La NFC West (« NFC Ouest ») est une division de la National Football Conference (NFC), elle-même conférence de la National Football League (NFL), ligue professionnelle de football américain aux États-Unis.
La Division compte actuellement quatre franchises :
- les Cardinals de l'Arizona, membre depuis 2002, et basés à Glendale dans l'Arizona ;
- les Rams de Los Angeles, membre depuis 1967, basés à Inglewood en Californie (1967-1994 et depuis 2016) (à St-Louis dans le Missouri de 1995 à 2015) ;
- les 49ers de San Francisco, membre depuis 1967 et basés à Santa Clara en Californie :
- les Seahawks de Seattle, membre depuis 2002 (ayant déjà été membre de la Division en 1976) et basés à Seattle dans l'État de Washington.

D'autres franchises en ont été membres précédemment :
- les Falcons d'Atlanta (1967- 2001) ;
- les Colts de Baltimore (1967-1969), actuellement Colts d'Indianapolis ;
- les Saints de La Nouvelle-Orléans (1970-2001) ;
- les Panthers de la Caroline (1995-2001).

Fin de saison 2023, les membres de la NFC West ont disputé 19 Super Bowls et en ont remporté huit (8), cinq (5) par les 49ers (saisons 1981, 1984, 1988, 1989, 1994), deux (2) par les Rams (saisons 1999 et 2021) et un (1) par les Seahawks (saison 2013). Avant la fusion entre l'AFL et la NFL, les Colts de Baltimore ont remporté le championnat NFL mais perdu le Super Bowl III (saison 1968).
Fin de saison 2023, la finale de la conférence NFC a été remportée par une équipe de la NFC West à 17 reprises, 7 fois par les 49ers, 4 fois par les Rams, 2 fois par les Falcons et les Seahawks.
Fin de saison 2024, le titre de la NFC West a été remporté 22 fois par les 49ers, 17 fois par les Rams, 9 fois par les Seahawks, 3 fois par les Cardinals, 2 fois par les Saints, 1 fois par les Panthers et par les Colts.

## Ligne du temps
Placez le curseur sur l'année pour voir le nom de l'équipe ayant remporté la Division et le Super Bowl.
| Années 1900            | Années 1900         | Années 1900         | Années 1900                   | Années 1900                   | Années 1900                   | Années 1900                   | Années 1900                   | Années 1900                   | Années 1900                   | Années 1900                   | Années 1900                   | Années 1900                   | Années 1900                   | Années 1900                   | Années 1900                   | Années 1900                   | Années 1900                   | Années 1900                   | Années 1900                   | Années 1900                   | Années 1900                   | Années 1900                   | Années 1900                   | Années 1900                   | Années 1900                   | Années 1900                   | Années 1900                   | Années 1900                   | Années 1900                   | Années 1900                   | Années 1900                   | Années 1900                   | Années 2000                   | Années 2000                   |  |  |  |  |  |  |  |  |  |  |  |  |  |  |  |  |  |
| 67[A]                  | 68                  | 69                  | 70[B]                         | 71                            | 72                            | 73                            | 74                            | 75                            | 76[C]                         | 77                            | 78                            | 79                            | 80                            | 81                            | 82                            | 83                            | 84                            | 85                            | 86                            | 87                            | 88                            | 89                            | 90                            | 91                            | 92                            | 93                            | 94                            | 95[D]                         | 96                            | 97                            | 98                            | 99                            | 00                            | 01                            |  |  |  |  |  |  |  |  |  |  |  |  |  |  |  |  |  |
|                        |                     |                     |                               |                               |                               |                               |                               |                               |                               |                               |                               |                               |                               |                               |                               |                               |                               |                               |                               |                               |                               |                               |                               |                               |                               |                               |                               |                               |                               |                               |                               |                               |                               |                               |  |  |  |  |  |  |  |  |  |  |  |  |  |  |  |  |  |
| Falcons d'Atlanta      |                     |                     |                               |                               |                               |                               |                               |                               |                               |                               |                               |                               |                               |                               |                               |                               |                               |                               |                               |                               |                               |                               |                               |                               |                               |                               |                               |                               |                               |                               |                               |                               |                               |                               |  |  |  |  |  |  |  |  |  |  |  |  |  |  |  |  |  |
| Rams de Los Angeles    | Rams de Los Angeles | Rams de Los Angeles | Rams de Los Angeles           | Rams de Los Angeles           | Rams de Los Angeles           | Rams de Los Angeles           | Rams de Los Angeles           | Rams de Los Angeles           | Rams de Los Angeles           | Rams de Los Angeles           | Rams de Los Angeles           | Rams de Los Angeles           | Rams de Los Angeles           | Rams de Los Angeles           | Rams de Los Angeles           | Rams de Los Angeles           | Rams de Los Angeles           | Rams de Los Angeles           | Rams de Los Angeles           | Rams de Los Angeles           | Rams de Los Angeles           | Rams de Los Angeles           | Rams de Los Angeles           | Rams de Los Angeles           | Rams de Los Angeles           | Rams de Los Angeles           | Rams de Los Angeles           | Rams de Saint-Louis           | Rams de Saint-Louis           | Rams de Saint-Louis           | Rams de Saint-Louis           | Rams de Saint-Louis           | Rams de Saint-Louis           | Rams de Saint-Louis           |  |  |  |  |  |  |  |  |  |  |  |  |  |  |  |  |  |
| Colts de Baltimore     | Colts de Baltimore  | Colts de Baltimore  | Saints de La Nouvelle-Orléans | Saints de La Nouvelle-Orléans | Saints de La Nouvelle-Orléans | Saints de La Nouvelle-Orléans | Saints de La Nouvelle-Orléans | Saints de La Nouvelle-Orléans | Saints de La Nouvelle-Orléans | Saints de La Nouvelle-Orléans | Saints de La Nouvelle-Orléans | Saints de La Nouvelle-Orléans | Saints de La Nouvelle-Orléans | Saints de La Nouvelle-Orléans | Saints de La Nouvelle-Orléans | Saints de La Nouvelle-Orléans | Saints de La Nouvelle-Orléans | Saints de La Nouvelle-Orléans | Saints de La Nouvelle-Orléans | Saints de La Nouvelle-Orléans | Saints de La Nouvelle-Orléans | Saints de La Nouvelle-Orléans | Saints de La Nouvelle-Orléans | Saints de La Nouvelle-Orléans | Saints de La Nouvelle-Orléans | Saints de La Nouvelle-Orléans | Saints de La Nouvelle-Orléans | Saints de La Nouvelle-Orléans | Saints de La Nouvelle-Orléans | Saints de La Nouvelle-Orléans | Saints de La Nouvelle-Orléans | Saints de La Nouvelle-Orléans | Saints de La Nouvelle-Orléans | Saints de La Nouvelle-Orléans |  |  |  |  |  |  |  |  |  |  |  |  |  |  |  |  |  |
| 49ers de San Francisco |                     |                     |                               |                               |                               |                               |                               |                               |                               |                               |                               |                               |                               |                               |                               |                               |                               |                               |                               |                               |                               |                               |                               |                               |                               |                               |                               |                               |                               |                               |                               |                               |                               |                               |  |  |  |  |  |  |  |  |  |  |  |  |  |  |  |  |  |
|                        |                     |                     |                               |                               |                               |                               |                               |                               | Seattle Seahawks              |                               |                               |                               |                               |                               |                               |                               |                               |                               |                               |                               |                               |                               |                               |                               |                               |                               |                               | Panthers de la Caroline       | Panthers de la Caroline       | Panthers de la Caroline       | Panthers de la Caroline       | Panthers de la Caroline       | Panthers de la Caroline       | Panthers de la Caroline       |  |  |  |  |  |  |  |  |  |  |  |  |  |  |  |  |  |

| NFC West[E] | NFC West[E]         | NFC West[E]         | NFC West[E]         | NFC West[E]         | NFC West[E]         | NFC West[E]         | NFC West[E]         | NFC West[E]         | NFC West[E]         | NFC West[E]         | NFC West[E]         | NFC West[E]         | NFC West[E]         | NFC West[E]         | NFC West[E]         | NFC West[E]         | NFC West[E]         | NFC West[E]         | NFC West[E]         | NFC West[E]         | NFC West[E]         | NFC West[E]         | NFC West[E]         |
| --- | ------------------- | ------------------- | ------------------- | ------------------- | ------------------- | ------------------- | ------------------- | ------------------- | ------------------- | ------------------- | ------------------- | ------------------- | ------------------- | ------------------- | ------------------- | ------------------- | ------------------- | ------------------- | ------------------- | ------------------- | ------------------- | ------------------- | ------------------- |
| Années 2000 |                     |                     |                     |                     |                     |                     |                     |                     |                     |                     |                     |                     |                     |                     |                     |                     |                     |                     |                     |                     |                     |                     |                     |
| 02 | 03                  | 04                  | 05                  | 06                  | 07                  | 08                  | 09                  | 10                  | 11                  | 12                  | 13                  | 14                  | 15                  | 16[F]               | 17                  | 18                  | 19                  | 20                  | 21                  | 22                  | 23                  | 24                  | 25                  |
| |                     |                     |                     |                     |                     |                     |                     |                     |                     |                     |                     |                     |                     |                     |                     |                     |                     |                     |                     |                     |                     |                     |                     |
| Cardinals de l'Arizona |                     |                     |                     |                     |                     |                     |                     |                     |                     |                     |                     |                     |                     |                     |                     |                     |                     |                     |                     |                     |                     |                     |                     |
| Rams de Saint-Louis | Rams de Saint-Louis | Rams de Saint-Louis | Rams de Saint-Louis | Rams de Saint-Louis | Rams de Saint-Louis | Rams de Saint-Louis | Rams de Saint-Louis | Rams de Saint-Louis | Rams de Saint-Louis | Rams de Saint-Louis | Rams de Saint-Louis | Rams de Saint-Louis | Rams de Saint-Louis | Rams de Los Angeles | Rams de Los Angeles | Rams de Los Angeles | Rams de Los Angeles | Rams de Los Angeles | Rams de Los Angeles | Rams de Los Angeles | Rams de Los Angeles | Rams de Los Angeles | Rams de Los Angeles |
| 49ers de San Francisco |                     |                     |                     |                     |                     |                     |                     |                     |                     |                     |                     |                     |                     |                     |                     |                     |                     |                     |                     |                     |                     |                     |                     |
| Seahawks de Seattle |                     |                     |                     |                     |                     |                     |                     |                     |                     |                     |                     |                     |                     |                     |                     |                     |                     |                     |                     |                     |                     |                     |                     |
| Non membre de la Division La Division remporte le Super Bowl La Division remporte la finale de conférence NFC La Division remporte la finale de conférence NFL mais perd le Super Bowl |                     |                     |                     |                     |                     |                     |                     |                     |                     |                     |                     |                     |                     |                     |                     |                     |                     |                     |                     |                     |                     |                     |                     |

A  1967 : La conférence Western était composée de deux divisions, la Coastal et la Central. Atlanta intègre la Costal en provenance de la conférence Eastern. Baltimore, Los Angeles et San Francisco rejoignent également la Coastal.
B  1970 : Après la fusion AFL-NFL, la Division Coastal devient la NFC South. Baltimore rejoint l'AFC East, La Nouvelle-Orléans la Capitol Division, future NFC East.
C  1976 : La franchise de Seattle est créée en 1976 mais intègre la saison suivante l'AFC West.
D  1995 : Création de la franchise des Panthers de la Caroline. Les Rams déménagent à Saint-Louis dans le Missouri.
E  2002 : La Ligue se réorganise et compte huit divisions de quatre équipes. Seattle revient dans la NFC West, Arizona rejoint la NFC East tandis qu'Atlanta, la Caroline et La Nouvelle-Orléans intègrent la nouvelle NFC South.
F  2016 : Les Rams retournent à Los Angeles.

## Champions de division
Légende :
- Champion de la NFL (avant fusion AFL-NFL)
- Vainqueur du Super Bowl
- Finaliste du Super Bowl
- (X) : Nombre de participations de la franchise en séries éliminatoires

| Saison                        | Franchise                         | Bilan  | Résultats en séries éliminatoires |
| ----------------------------- | --------------------------------- | ------ | --- |
| NFL Coastal                   |                                   |        | |
| 1967                          | Rams de Los Angeles               | 11-1-2 | Défaite lors du tour de conférence (@ Packers) 9-28 |
| 1968                          | Colts de Baltimore (1)            | 13-1   | Victoire lors du tour de conférence (Vikings) 24-14 Victoire en finale du championnat NFL (Browns) 31-0 |
| 1968                          | Colts de Baltimore (1)            | 13-1   | Défaite au Super Bowl III (Jets) 7-16 |
| 1969                          | Rams de Los Angeles               | 11-3   | Défaite lors du tour de conférence (@ Vikings) 20-23 |
| NFC West                      |                                   |        | |
| 1970                          | 49ers de San Francisco            | 10-3-1 | Victoire lors du tour de division (@ Vikings) 17-14 Défaite lors de la finale de conférence NFC (Cowboys) 10-17                                                                                                   |
| 1971                          | 49ers de San Francisco            | 9-5    | Victoire lors du tour de division (Redskins) 24-20 Défaite lors de la finale de conférence NFC (@ Cowboys) 3-14                                                                                                   |
| 1972                          | 49ers de San Francisco            | 8-5-1  | Défaite lors du tour de division (Cowboys) 28-30 |
| 1973                          | Rams de Los Angeles               | 12-2   | Défaite lors du tour de division (@ Cowboys) 16-27 |
| 1974                          | Rams de Los Angeles               | 10-4   | Victoire lors du tour de division (Redskins) 19-10 Défaite lors de la finale de conférence NFC (@ Vikings) 10-14                                                                                                  |
| 1975                          | Rams de Los Angeles               | 12-2   | Victoire lors du tour de division (Cardinals) 35-23 Défaite lors de la finale de conférence NFC (Cowboys) 7-37 |
| 1976                          | Rams de Los Angeles               | 10-3-1 | Victoire lors du tour de division (@ Cowboys) 14-12 Défaite lors de la finale de conférence NFC (@ Vikings) 13-24                                                                                                 |
| 1977                          | Rams de Los Angeles               | 10-4   | Défaite lors du tour de division (Vikings) 7-14 |
| 1978                          | Rams de Los Angeles               | 12-4   | Victoire lors du tour de division (Vikings) 34-10 Défaite lors de la finale de conférence NFC (Cowboys) 0-28 |
| 1979                          | Rams de Los Angeles               | 9-7    | Victoire lors du tour de division (@ Cowboys) 21-19 Victoire lors de la finale de conférence NFC (@ Buccaneers) 9-0 Défaite au Super Bowl XIV (Steelers) 19-31                                                    |
| 1980                          | Falcons d'Atlanta                 | 12-4   | Défaite lors du tour de division (Cowboys) 27-30 |
| 1981                          | 49ers de San Francisco            | 13-3   | Victoire lors du tour de division (Giants) 38-24 Victoire lors de la finale de conférence NFC (Cowboys) 28-27 Victoire au Super Bowl XVI (Bengals) 26-21                                                          |
| 1982                          | Falcons d'Atlanta                 | 5-4    | Défaite lors du 1er tour (@ Vikings) 24-30 |
| 1983                          | 49ers de San Francisco            | 10-6   | Victoire lors du tour de division (Lions) 24-23 Défaite lors de la finale de conférence NFC (@ Redskins) 21-24 |
| 1984                          | 49ers de San Francisco            | 15-1   | Victoire lors du tour de division (Giants) 21-10 Victoire lors de la finale de conférence NFC (Rams) 23-0 Victoire au Super Bowl XIX (Dolphins) 38-16                                                             |
| 1985                          | Rams de Los Angeles               | 11-5   | Victoire lors du tour de division (Cowboys) 20-0 Défaite lors de la finale de conférence NFC (@ Bears) 0-24 |
| 1986                          | 49ers de San Francisco            | 10-5-1 | Défaite lors du tour de division (@ Giants) 3-49 |
| 1987                          | 49ers de San Francisco            | 13-2   | Défaite lors du tour de division (Vikings) 24-36 |
| 1988                          | 49ers de San Francisco            | 10-6   | Victoire lors du tour de division (Vikings) 34-9 Victoire lors de la finale de conférence NFC (@ Bears) 28-3 Victoire au Super Bowl XXIII (Bengals) 20-16                                                         |
| 1989                          | 49ers de San Francisco            | 14-2   | Victoire lors du tour de division (Vikings) 41-13 Victoire lors de la finale de conférence NFC (Rams) 30-3 Victoire au Super Bowl XXIV (Broncos) 55-10                                                            |
| 1990                          | 49ers de San Francisco            | 14-2   | Victoire lors du tour de division (Redskins) 28-10 Défaite lors de la finale de conférence NFC (Giants) 13-15 |
| 1991                          | Saints de La Nouvelle-Orléans     | 11-5   | Défaite lors du tour de Wild Card (Falcons) 20-27 |
| 1992                          | 49ers de San Francisco            | 14-2   | Victoire lors du tour de division (Redskins) 20-13 Défaite lors de la finale de conférence NFC (Cowboys) 20-33 |
| 1993                          | 49ers de San Francisco            | 10-6   | Victoire lors du tour de division (Giants) 44-3 Défaite lors de la finale de conférence NFC (@ Cowboys) 24-38 |
| 1994                          | 49ers de San Francisco            | 13-3   | Victoire lors du tour de division (Bears) 44-15 Victoire lors de la finale de conférence NFC (Cowboys) 38-28 Victoire au Super Bowl XXIX (Chargers) 49-26                                                         |
| 1995                          | 49ers de San Francisco            | 11-5   | Défaite lors du tour de division (Packers) 17-27 |
| 1996                          | Panthers de la Caroline           | 12-4   | Victoire lors du tour de division (Cowboys) 26-17 Défaite lors de la finale de conférence NFC (@ Packers) 13-30                                                                                                   |
| 1997                          | 49ers de San Francisco            | 13-3   | Victoire lors du tour de division (Vikings) 38-22 Défaite lors de la finale de conférence NFC (Packers) 10-23 |
| 1998                          | Falcons d'Atlanta (2)             | 14-2   | Victoire lors du tour de division (49ers) 20-18 Victoire lors de la finale de conférence NFC (@ Vikings) 30-27 (ET) Défaite au Super Bowl XXXIII (Broncos) 19-34                                                  |
| 1999                          | Rams de Saint-Louis               | 13-3   | Victoire lors du tour de division (Vikings) 49-37 Victoire lors de la finale de conférence NFC (Buccaneers) 11-6 Victoire au Super Bowl XXXIV (Titans) 23-16                                                      |
| 2000                          | Saints de La Nouvelle-Orléans (2) | 10-6   | Victoire lors du tour de Wild Card (Rams) 31-28 Défaite lors du tour de division (@ Vikings) 16-34 |
| 2001                          | Rams de Saint-Louis               | 14-2   | Victoire lors du tour de division (Packers) 45-17 Victoire lors de la finale de conférence NFC (Eagles) 29-24 Défaite au Super Bowl XXXVI (Patriots) 17-20                                                        |
| NFC West (après réalignement) |                                   |        | |
| 2002                          | 49ers de San Francisco            | 10-6   | Victoire lors du tour de Wild Card (Giants) 39-38 Défaite lors du tour de division (@ Buccaneers) 6-31 |
| 2003                          | Rams de Saint-Louis               | 12-4   | Défaite lors du tour de division (Panthers) 23-29 (2OT) |
| 2004                          | Seahawks de Seattle               | 9-7    | Défaite lors du tour de Wild Card (Rams) 20-27 |
| 2005                          | Seahawks de Seattle               | 13-3   | Victoire lors du tour de division (Redskins) 20-10 Victoire lors de la finale de conférence NFC (Panthers) 34-14 Défaite au Super Bowl XL (Steelers) 10-21                                                        |
| 2006                          | Seahawks de Seattle               | 9-7    | Victoire lors du tour de Wild Card (Cowboys) 21-20 Défaite lors du tour de division (@ Bears) 24-27 (ET) |
| 2007                          | Seahawks de Seattle               | 10-6   | Victoire lors du tour de Wild Card (Redskins) 35-14 Défaite lors du tour de division (@ Packers) 20-42 |
| 2008                          | Cardinals de l'Arizona            | 9-7    | Victoire lors du tour de Wild Card (Falcons) 30-24 Victoire lors du tour de division (@ Panthers) 33-13 Victoire lors de la finale de conférence NFC (Eagles) 32-25 Défaite au Super Bowl XLIII (Steelers) 23-27  |
| 2009                          | Cardinals de l'Arizona            | 10-6   | Victoire lors du tour de Wild Card (Packers) 51-45 (ET) Défaite lors du tour de division (@ Saints) 14-45 |
| 2010                          | Seahawks de Seattle               | 7-9    | Victoire lors du tour de Wild Card (Saints) 41-36 Défaite lors du tour de division (@ Bears) 35-24 |
| 2011                          | 49ers de San Francisco            | 13-3   | Victoire lors du tour de division (Saints) 36-32 Défaite lors de la finale de conférence NFC (Giants) 17-20 (ET)                                                                                                  |
| 2012                          | 49ers de San Francisco            | 11-4-1 | Victoire lors du tour de division (Packers) 45-31 Victoire lors de la finale de conférence NFC (@ Falcons) 28-24 Défaite au Super Bowl XLVII (Ravens) 31-34                                                       |
| 2013                          | Seahawks de Seattle               | 13-3   | Victoire lors du tour de division (Saints) 23-15 Victoire lors de la finale de conférence NFC (49ers) 23-17 Victoire au Super Bowl XLVIII (Broncos) 43-8                                                          |
| 2014                          | Seahawks de Seattle               | 12-4   | Victoire lors du tour de division (Panthers) 31-17 Victoire lors de la finale de conférence NFC (Packers) 28-22 (ET) Défaite au Super Bowl XLIV (Patriots) 24-28                                                  |
| 2015                          | Cardinals de l'Arizona (3)        | 13-3   | Victoire lors du tour de division (Packers) 26-20 (ET) Défaite lors de la finale de conférence NFC (Panthers) 15-49                                                                                               |
| 2016                          | Seahawks de Seattle               | 10-5-1 | Victoire lors du tour de Wild Card (Lions) 26-6 Défaite lors du tour de division (@ Falcons) 20-36 |
| 2017                          | Rams de Los Angeles               | 11-5   | Défaite lors du tour de Wild Card (Falcons) 13-26 |
| 2018                          | Rams de Los Angeles               | 13-3   | Victoire lors du tour de division (Cowboys) 30-22 Victoire lors de la finale de conférence NFC (@ Saints) 26-23 (ET) Défaite au Super Bowl LIII (Patriots) 3-13                                                   |
| 2019                          | 49ers de San Francisco            | 13-3   | Victoire lors du tour de division (Vikings) 27-10 Victoire lors de la finale de conférence NFC (Packers) 37-20 Défaite au Super Bowl LIV (Chiefs) 20-31                                                           |
| 2020                          | Seahawks de Seattle (9)           | 12-4   | Défaite lors du tour de Wild Card (Rams) 20-30 |
| 2021                          | Rams de Los Angeles               | 12-5   | Victoire lors du tour de Wild Card (Cardinals) 34-11 Victoire lors du tour de division (@ Buccaneers) 30-27 Victoire lors de la finale de conférence NFC (49ers) 20-17 Victoire au Super Bowl LVI (Bengals) 23-20 |
| 2022                          | 49ers de San Francisco            | 13-4   | Victoire lors du tour de Wild Card (Seahawks) 41-23 Victoire lors du tour de division (Cowboys) 19-12 Défaite en finale de conférence NFC (@ Eagles) 7-31                                                         |
| 2023                          | 49ers de San Francisco (22)       | 12-5   | Victoire lors du tour de division (Packers) 24–21 Victoire en finale de conférence NFC (Lions) 34-31 Défaite au Super Bowl LVIII (Chiefs)                                                                         |
| 2024                          | Rams de Los Angeles (17)          | 10-7   | Victoire lors du tour de Wild Card (Vikings) 27–9 Défaite lors du tour de division (Eagles) 22-28 |

## Qualifiés en Wild Card
Légende :
- Vainqueur du Super Bowl
- Finaliste du Super Bowl

| Saison | Franchise                     | Bilan | Résultats en séries éliminatoires |
| ------ | ----------------------------- | ----- | --- |
| 1978   | Falcons d'Atlanta             | 9-7   | Victoire lors du tour de Wild Card (Eagles) 14-13 Défaite lors du tour de division (@ Cowboys) 20-27                                                             |
| 1980   | Rams de Los Angeles           | 11-5  | Défaite lors du tour de Wild Card (@ Cowboys) 13-34 |
| 1983   | Rams de Los Angeles           | 9-7   | Victoire lors du tour de Wild Card (@ Cowboys) 24-17 Défaite lors du tour de division (@ Redskins) 7-51                                                          |
| 1984   | Rams de Los Angeles           | 10-6  | Défaite lors du tour de Wild Card (Giants) 13-16 |
| 1985   | 49ers de San Francisco        | 10-6  | Défaite lors du tour de Wild Card (@ Giants) 3-17 |
| 1986   | Rams de Los Angeles           | 10-6  | Défaite lors du tour de Wild Card (@ Redskins) 7-19 |
| 1987   | Saints de La Nouvelle-Orléans | 12-3  | Défaite lors du tour de Wild Card (Vikings) 10-44 |
| 1988   | Rams de Los Angeles           | 10-6  | Défaite lors du tour de Wild Card (@ Vikings) 17-28 |
| 1989   | Rams de Los Angeles           | 11-5  | Victoire lors du tour de Wild Card (@ Eagles) 21-7 Victoire lors du tour de division (@ Giants) 19-13 Défaite en finale de conférence NFC (@ 49ers) 3-30         |
| 1990   | Saints de la Nouvelle-Orléans | 8-8   | Défaite lors du tour de Wild Card (@ Bears) 6-16 |
| 1991   | Falcons d'Atlanta             | 10-6  | Victoire lors du tour de Wild Card (@ Saints) 27-20 Défaite lors du tour de division (@ Redskins) 7-24                                                           |
| 1992   | Saints de la Nouvelle-Orléans | 12-4  | Défaite lors du tour de Wild Card (Eagles) 20-36 |
| 1995   | Falcons d'Atlanta             | 9-7   | Défaite lors du tour de Wild Card (@ Packers) 20-37 |
| 1996   | 49ers de San Francisco        | 12-4  | Victoire lors du tour de Wild Card (Eagles) 14-0 Défaite lors du tour de division (@ Packers) 14-35                                                              |
| 1998   | 49ers de San Francisco        | 12-4  | Victoire lors du tour de Wild Card (Packers) 30-27 Défaite lors du tour de division (@ Falcons) 18-20                                                            |
| 2000   | Rams de Saint-Louis           | 10-6  | Défaite lors du tour de Wild Card (@ Saints) 28-31 |
| 2001   | 49ers de San Francisco        | 12-4  | Défaite lors du tour de Wild Card (@ Packers) 15-35 |
| 2003   | Seahawks de Seattle           | 10-6  | Défaite lors du tour de Wild Card (@ Packers) 27-33 (ET) |
| 2004   | Rams de Saint-Louis           | 8-8   | Victoire lors du tour de Wild Card (@ Seahawks) 27-20 Défaite lors du tour de division (@ Falcons) 17-47                                                         |
| 2012   | Seahawks de Seattle           | 11-5  | Victoire lors du tour de Wild Card (@ Redskins) 24-14 Défaite lors du tour de division (@ Falcons) 17-47                                                         |
| 2013   | 49ers de San Francisco        | 12-4  | Victoire lors du tour de Wild Card (@ Packers) 23-20 Victoire lors du tour de division (@ Panthers) 23-10 Défaite en finale de conférence NFC (@ Seahawks) 17-23 |
| 2014   | Cardinals de l'Arizona        | 11-5  | Défaite lors du tour de Wild Card (@ Panthers) 16-27 |
| 2015   | Seahawks de Seattle           | 10-6  | Victoire lors du tour de Wild Card (@ Vikings) 10-9 Défaite lors du tour de division (@ Panthers) 24-31                                                          |
| 2018   | Seahawks de Seattle           | 10-6  | Défaite lors du tour de Wild Card (@ Cowboys) 22-24 |
| 2019   | Seahawks de Seattle           | 11-5  | Victoire lors du tour de Wild Card (@ Eagles) 17-9 Défaite lors du tour de division (@ Packers) 23-28                                                            |
| 2020   | Rams de Los Angeles           | 10-6  | Victoire lors du tour de Wild Card (@ Seahawks) 30-20 Défaite lors du tour de division (@ Packers) 28-32                                                         |
| 2021   | Cardinals de l'Arizona        | 11-6  | Défaite lors du tour de Wild Card (@ Rams) 11-34 |
| 2021   | 49ers de San Francisco        | 10-7  | Victoire lors du tour de Wild Card (@ Cowboys) 23-17 Victoire lors du tour de division (@ Packers) 13-10 Défaite en finale de conférence NFC (@ Rams) 17-20      |
| 2022   | Seahawks de Seattle           | 9-8   | Défaite lors du tour de Wild Card (@ 49ers) 23-41 |
| 2023   | Rams de Los Angeles           | 10-7  | Défaite lors du tour de Wild Card (@ Lions) 23–24 |

## Résultats saison par saison
Légende :
- Vainqueur du Super Bowl
- Finaliste du Super Bowl
- Qualifié pour les séries éliminatoires
- (x) : Classement (seed) dans la conférence en fin de saison régulière

| Saison | Bilan des équipes           | Bilan des équipes           | Bilan des équipes        | Bilan des équipes         | Bilan des équipes       |
| --- | --------------------------- | --------------------------- | ------------------------ | ------------------------- | ----------------------- |
| Saison | 1er                         | 2e                          | 3e                       | 4e                        | 5e                      |
| NFL Coastal |                             |                             |                          |                           |                         |
| 1967 | LA Rams (11-1-2)            | Baltimore (11-1-2)          | San Francisco (7-7)      | Atlanta (1-12-1)          |                         |
| 1968 | Baltimore (13-1)            | LA Rams (10-3-1)            | San Francisco (7-6-1)    | Atlanta (2-12)            |                         |
| 1969 | LA Rams (11-3)              | Baltimore (8-5-1)           | Atlanta (6-8)            | San Francisco (4-8-2)     |                         |
| NFC West |                             |                             |                          |                           |                         |
| 1970 : Les Saints de La Nouvelle-Orléans rejoignent la NFC West et les Colts de Baltimore l'AFC East. |                             |                             |                          |                           |                         |
| 1970 | San Francisco (10-3-1)      | LA Rams (9-4-1)             | Atlanta (4-8-2)          | La Nelle-Orléans (2-11-1) |                         |
| 1971 | San Francisco (9-5)         | LA Rams (8-5-1)             | Atlanta (7-6-1)          | La Nelle-Orléans (4-8-2)  |                         |
| 1972 | San Francisco (8-5-1)       | Atlanta (7-7)               | LA Rams (6-7-1)          | La Nelle-Orléans (2-11-1) |                         |
| 1973 | LA Rams (12-2)              | Atlanta (9-5)               | San Francisco (5-9)      | La Nelle-Orléans (5-9)    |                         |
| 1974 | LA Rams (10-4)              | San Francisco (6-8)         | La Nelle-Orléans (5-9)   | Atlanta (3-11)            |                         |
| 1975 | (2) LA Rams (12-2)          | San Francisco (5-9)         | Atlanta (4-10)           | La Nelle-Orléans (2-12)   |                         |
| 1976 : Les Seahawks de Seattle rejoignent la Division en tant qu'équipe d'expansion. |                             |                             |                          |                           |                         |
| 1976 | (3) LA Rams (10-3-1)        | San Francisco (8-6)         | Atlanta (4-10)           | La Nelle-Orléans (4-10)   | Seattle (2-12)          |
| 1977 : Les Seahawks de Seattle rejoignent l'AFC West. |                             |                             |                          |                           |                         |
| 1977 | (2) LA Rams (10-4)          | Atlanta (7-7)               | San Francisco (5-9)      | La Nelle-Orléans (3-11)   |                         |
| 1978 | (1) LA Rams (12-4)          | (4) Atlanta (9-7)           | La Nelle-Orléans (7-9)   | San Francisco (2-14)      |                         |
| 1979 | (3) LA Rams (9-7)           | La Nelle-Orléans (8-8)      | Atlanta (7-9)            | San Francisco (2-14)      |                         |
| 1980 | (1) Atlanta (12-4)          | (5) LA Rams (11-5)          | San Francisco (6-10)     | La Nelle-Orléans (1-15)   |                         |
| 1981 | (1) San Francisco (13-3)    | Atlanta (7-9)               | LA Rams (6-10)           | La Nelle-Orléans (4-12)   |                         |
| 1982 : À la suite d'une grève, la saison ne compte que 9 journées. Les classements sont établis par conférence et non par division. |                             |                             |                          |                           |                         |
| 1982 | (5) Atlanta (5-4)           | La Nelle-Orléans (4-5)      | San Francisco (3-6)      | LA Rams (2-7)             |                         |
| 1983 | (2) San Francisco (10-6)    | (5) LA Rams (9-7)           | La Nelle-Orléans (8-8)   | Atlanta (7-9)             |                         |
| 1984 | (1) San Francisco (15-11)   | (4) LA Rams (10-6)          | La Nelle-Orléans (7-9)   | Atlanta (4-12)            |                         |
| 1985 | (2) LA Rams (11-5)          | (5) San Francisco (10-6)    | La Nelle-Orléans (5-11)  | Atlanta (4-12)            |                         |
| 1986 | (3) San Francisco (10-5-1)  | (5) LA Rams (10-6)          | Atlanta (7-8-1)          | La Nelle-Orléans (7-9)    |                         |
| 1987 | (1) San Francisco (13-2)    | (4) La Nelle-Orléans (12-3) | LA Rams (6-9)            | Atlanta (3-12)            |                         |
| 1988 | (2) San Francisco (10-6)    | (5) LA Rams (10-6)          | La Nelle-Orléans (10-6)  | Atlanta (5-11)            |                         |
| 1989 | (1) San Francisco (14-2)    | (5) LA Rams (11-5)          | La Nelle-Orléans (9-7)   | Atlanta (3-13)            |                         |
| 1990 | (1) San Francisco (14-2)    | (6) La Nelle-Orléans (8-8)  | LA Rams (5-11)           | Atlanta (5-11)            |                         |
| 1991 | (3) La Nelle-Orléans (11-5) | (6) Atlanta (10-6)          | San Francisco (10-6)     | LA Rams (3-13)            |                         |
| 1992 | (1) San Francisco (14-2)    | (4) La Nelle-Orléans (12-4) | Atlanta (6-10)           | LA Rams (6-10)            |                         |
| 1993 | (2) San Francisco (10-6)    | La Nelle-Orléans (8-8)      | Atlanta (6-10)           | LA Rams (5-11)            |                         |
| 1994 | (1) San Francisco (13-3)    | La Nelle-Orléans (7-9)      | Atlanta (7-9)            | LA Rams (4-12)            |                         |
| 1995 : Les Rams de Los Angeles déménagent à Saint-Louis et sont renommés Rams de Saint-Louis. Les Panthers de la Caroline rejoignent la Division en tant qu'équipe d'expansion. |                             |                             |                          |                           |                         |
| 1995 | (2) San Francisco (11-5)    | (6) Atlanta (9-7)           | Saint-Louis (7-9)        | Caroline (7-9)            | La Nelle-Orléans (7-9)  |
| 1996 | (2) Caroline (12-4)         | (4) San Francisco (12-4)    | Saint-Louis (6-10)       | Atlanta (3-13)            | La Nelle-Orléans (3-13) |
| 1997 | (1) San Francisco (13-3)    | Caroline (7-9)              | Atlanta (7-9)            | La Nelle-Orléans (6-10)   | Saint-Louis (5-11)      |
| 1998 | (2) Atlanta (14-2)          | (4) San Francisco (12-4)    | Caroline (6-10)          | La Nelle-Orléans (4-12)   | Saint-Louis (4-12)      |
| 1999 | (1) Saint-Louis (13-3)      | Caroline (8-8)              | Atlanta (5-11)           | San Francisco (4-12)      | La Nelle-Orléans (3-13) |
| 2000 | (3) La Nelle-Orléans (10-6) | (6) Saint-Louis (10-6)      | Caroline (7-9)           | San Francisco (6-10)      | Atlanta (4-12)          |
| 2001 | (1) Saint-Louis (14-2)      | (5) San Francisco (12-4)    | La Nelle-Orléans (7-9)   | Atlanta (7-9)             | Caroline (1-15)         |
| 2002 : À la suite d'un réalignement dans la ligue, les Falcons d'Atlanta, les Panthers de la Caroline et les Saints de La Nouvelle-Orléans rejoignent la nouvelle NFC South. Les Cardinals de l'Arizona rejoignent la NFC West et les Seahawks de Seattle reviennent dans la Division. |                             |                             |                          |                           |                         |
| 2002 | (4) San Francisco (10-6)    | Saint-Louis (7-9)           | Seattle (7-9)            | Arizona (5-11)            |                         |
| 2003 | (2) Saint-Louis (12--4)     | (5) Seattle (10-6)          | San Francisco (7-9)      | Arizona (4-12)            |                         |
| 2004 | (4) Seattle (9-7)           | (5) Saint-Louis (8-8)       | Arizona (6-10)           | San Francisco (2-14)      |                         |
| 2005 | (1) Seattle (13-3)          | Saint-Louis (6-10)          | Arizona (5-11)           | San Francisco (4-12)      |                         |
| 2006 | (4) Seattle (9-7)           | Saint-Louis (8-8)           | San Francisco (7-9)      | Arizona (5-11)            |                         |
| 2007 | (3) Seattle (10-6)          | Arizona (8-8)               | San Francisco (5-11)     | Saint-Louis (3-13)        |                         |
| 2008 | (4) Arizona (9-7)           | San Francisco (7-9)         | Seattle (4-12)           | Saint-Louis (2-14)        |                         |
| 2009 | (4) Arizona (10-6)          | San Francisco (8-8)         | Seattle (5-11)           | Saint-Louis (1-15)        |                         |
| 2010 | (4) Seattle (7-9)           | Saint-Louis (7-9)           | San Francisco (6-10)     | Arizona (5-11)            |                         |
| 2011 | (2) San Francisco (13-3)    | Arizona (8-8)               | Seattle (7-9)            | Saint-Louis (2-14)        |                         |
| 2012 | (2) San Francisco (11-4-1)  | (5) Seattle (11-5)          | Saint-Louis (7-8-1)      | Arizona (5-11)            |                         |
| 2013 | (1) Seattle (13-3)          | (5) San Francisco (12-4)    | Arizona (10-6)           | Saint-Louis (7-9)         |                         |
| 2014 | (1) Seattle (12-4)          | (5) Arizona (11-5)          | San Francisco (8-8)      | Saint-Louis (6-10)        |                         |
| 2015 | (2) Arizona (13-3)          | (6) Seattle (10-6)          | Saint-Louis (7-9)        | San Francisco (5-11)      |                         |
| 2016 : Les Rams de Saint-Louis reviennent a Los Angeles après une absence de 21 saisons et sont renommés Rams de Los Angeles. |                             |                             |                          |                           |                         |
| 2016 | (3) Seattle (10-5-1)        | Arizona (7-8-1)             | LA Rams (4-12)           | San Francisco (2-14)      |                         |
| 2017 | (3) LA Rams (11-5)          | Seattle (9-7)               | Arizona (8-8)            | San Francisco (6-10)      |                         |
| 2018 | (2) LA Rams (13-3)          | (5) Seattle (10-6)          | San Francisco (4-12)     | Arizona (3-13)            |                         |
| 2019 | (1) San Francisco (13-3)    | (5) Seattle (11-5)          | LA Rams (9-7)            | Arizona (5-10-1)          |                         |
| 2020 | (3) Seattle (12-4)          | (6) LA Rams (10-6)          | Arizona (8-8)            | San Francisco (6-10)      |                         |
| 2021 | (4) LA Rams (12-5)          | (5) Arizona (11-6)          | (6) San Francisco (10-7) | Seattle (7-10)            |                         |
| 2022 | (2) San Francisco (13-4)    | (7) Seattle (9-8)           | LA Rams (5-12)           | Arizona (4-13)            |                         |
| 2023 | (1) San Francisco (12–5)    | (6) L.A. Rams (10–7)        | Seattle (9–8)            | Arizona (4-13)            |                         |
| 2024 | (4) Los Angeles (10-7)      | Seattle (10-7)              | Arizona (8-9)            | San Francisco (6-11)      |                         |

## Statistiques par franchise
| Franchise                               | Titre de Division | Série éliminatoire | Super Bowl | Super Bowl |
| --------------------------------------- | ----------------- | ------------------ | ---------- | ---------- |
| Franchise                               | Titre de Division | Série éliminatoire | Joué       | Gagné      |
| 49ers de San Francisco1                 | 22 (6)            | 28 (8)             | 8 (3)      | 5 (0)      |
| Rams de St. Louis/Los Angeles1          | 16 (4)            | 27 (8)             | 5 (2)      | 2 (1)      |
| Seahawks de Seattle2                    | 9                 | 15                 | 3          | 1          |
| Cardinals de St. Louis/Phoenix/Arizona2 | 3                 | 5                  | 1          | 0          |
| Falcons d'Atlanta2                      | 2                 | 6                  | 1          | 0          |
| Saints de La Nouvelle-Orléans2          | 2                 | 5                  | 0          | 0          |
| Colts de Baltimore2                     | 1                 | 1                  | 1          | 0          |
| Panthers de la Caroline2                | 1                 | 1                  | 0          | 0          |

1 Les statistiques entre parenthèses sont celles réalisées depuis le réalignement de 2002.
2 Les statistiques des Seahawks, Cardinals, Falcons, Saints, Colts et Panthers ne concernent que la période pendant laquelle ils ont été membres de la NFC West.